# José Lázaro Robles
José Lázaro Robles (São Paulo, Brasil; 11 de febrero de 1924 - Campinas, Brasil; 7 de mayo de 1996), más conocido como Pinga, fue un futbolista brasileño que jugaba en la posición de mediocampista.

## Carrera

### Club
Inició su carrera en las divisiones menores de la Juventus en donde estuvo por dos años hasta dar el salto a nivel profesional al jugar con el Portuguesa Santista, debutando el 16 de marzo de 1944 en la derrota 0-2 ante su exequipo Juventus. Jugó ocho años en el club y ganó el torneo Rio-Sao Paulo en 1952 donde anotó 11 goles y fue goleador del Campeonato Paulista con 22 goles. Dejó al club en 1952 como el goleador histórico del Portuguesa con 235 goles.
En 1953 fue vendido al Vasco da Gama donde ganó dos campeonatos cariocas y un torneo Rio-São Paulo y anotó 254 goles para el club, siendo uno de los máximos goleadores en la historia del Vasco da Gama y ganó en cinco ocasiones el premio al mejor jugador del club en cinco temporadas.
En 1961 regresa a la Juventus para retirarse en 1962 anotando ocho goles para el club.

### Selección nacional
Jugó para Brasil de 1950 a 1954, quedando fuera de la convocatoria para Brasil 1950. En 1952 gana el título del Campeonato Panamericano celebrado en Chile, siendo el primer título ganado por la selección fuera de Brasil.
Fue incluido en la selección que jugó en Suiza 1954 anotando dos goles ante México. Su último partido fue la victoria por 3-0 ante Paraguay por la Copa Oswaldo Cruz el 13 de noviembre de 1955. Con la selección nacional anotó 10 goles en 19 partidos.

### Entrenador
Dirigió al Vasco da Gama en la temporada de 1969.

## Logros

### Club
Portuguesa
- Torneio Rio-São Paulo (1): 1952

Vasco da Gama
- Torneio Octogonal Rivadavia Corrêa Meyer (1): 1953
- Torneo de Paris de Fútbol (1): 1957
- Torneio Rio-São Paulo (1): 1958
- Campeonato Carioca (2): 1956 y 1958

Selección Brasileña
- Campeonato Panamericano (1): 1952
- Taça Oswaldo Cruz (2): 1950 y 1955

Selección Paulista
- Campeonato Brasileño de Selecciones Estaduales (1): 1952.

### Individuales
- Goleador del Campeonato Paulista de 1950: 22 goles
- Goledor del Torneio Rio-São Paulo de 1952: 11 goles

### Reconocimientos
- Jugador del año: Mejor jugador del Vasco en 1954, 1955, 1956, 1959 y 1960.

### Récords
- Máximo goleador histórico del Portuguesa de Desportos con 235 goles.
- 4.º goleador histórico del Vasco da Gama con 250 goles.